# Tournai Celtics
Le Tournai Celtics est un club de baseball et de softball belge basé à Tournai. Le club est rattaché à la Ligue Francophone Belge de Baseball et Softball.